# Giovanni Battista Coletti
Giovanni Battista Coletti   (Treviso, 8 de desembre de 1948) és un tirador d'esgrima italià, ja retirat, especialista en floret, que va competir durant la dècada de 1970.
El 1976 va prendre part en els Jocs Olímpics d'Estiu de Mont-real, on va disputar dues proves del programa d'esgrima. En la prova de floret per equips va guanyar la medalla de plata, mentre en la d'espasa per equips quedà eliminat en quarts de final.
En el seu palmarès també destaquen dues medalles al Campionat del Món d'esgrima, de bronze el 1975 i de plata el 1977, així com una de bronze als Jocs del Mediterrani de 1975.